# Grup de Proveïdors Nuclears
El Grup de Proveïdors Nuclears, també conegut per les sigles NSG (en anglès: Nuclear Suppliers Group) és un règim multilateral de control d'exportacions i un grup de països subministradors que pretenen evitar la proliferació nuclear mitjançant el control de les exportacions de materials, equips i tecnologia que es pot utilitzar per fabricar armes nuclears.A finals de 2019, són 48 els països membres del NSG.
La Comissió Europea i la presidència del comitè Zangger participen en les reunions del NSG en qualitat d'observadors.

## Història
El NSG va ser creat com a resposta a la prova nuclear índia del maig de 1974 coneguda com a Smiling Buddha, i es va reunir per primera vegada el novembre del 1975. La prova va demostrar que certes tecnologies nuclears per a ús no militar podien convertir-se eventualment en desenvolupadores d'armes nuclears. Les nacions que ja eren signants del Tractat de No Proliferació Nuclear (NPT) van veure la necessitat de limitar encara més l'exportació d'equips, materials o tecnologia nuclear.
Una sèrie de reunions a Londres entre el 1975 i el 1978 van donar lloc a acords sobre les directrius per a l'exportació; aquests acords van ser publicats per l'Agència Internacional de l'Energia Atòmica (AIEA) com a INFCIRC/254 (bàsicament la «trigger list» del Comitè Zangger). Els articles inclosos a la llista només es podrien exportar a estats no nuclears si s'havien acordat prèviament determinades garanties de l'AIEA o si existien circumstàncies excepcionals relacionades amb la seguretat.
El NSG no es va tornar a reunir fins al 1991. La «trigger list» va romandre invariable fins al 1991, tot i que la llista Zangger s'havia actualitzat regularment. Les revelacions sobre el programa d'armes iraquià després de la primera guerra del Golf van provocar un enduriment de l'exportació dels anomenats equips de doble ús. A la primera reunió des de 1978, celebrada a la Haia el març de 1991, els vint-i-sis governs participants van acordar els canvis que es van publicar com a «Llista de doble ús» el 1992.

## Directrius
Les directrius del NSG es basen en les bones pràctiques nacionals, en les mesures adoptades pel Comitè Zangger, que va interpretar la disposició sobre control d'exportacions del tractat de no proliferació d'armes nuclears de manera majoritàriament uniforme, i en les mesures recollides en el Compromís de Wassenaar.
D'acord amb les directrius acordades, l'estat respectiu decideix sobre les exportacions de productes nuclears i d'altres materials que també es poden utilitzar amb altres finalitats nuclears.
Les directrius inclouen els productes i les tecnologies relacionades amb els productes següents:
- Fàbriques i equips per al processament i l'enriquiment de material nuclear, per a la producció d'elements de combustible i aigua pesant.
- Reactors nuclears i equips relacionats.
- Material no nuclear per a reactors nuclears.
- Material físsil com l'urani.

Altres directrius es refereixen a la transferència d'equips, materials, programari i altres tecnologies, que no són principalment tecnologies nuclears, sinó que també es poden utilitzar per a la tecnologia nuclear (els anomenats productes de doble ús). En concret, es tracta de productes que es poden utilitzar per a armes nuclears o per a un cicle de combustible que no sigui controlat per l'AIEA.

## Controvèrsies
Les diferències de criteri entre els membres del NSG a l'hora d'acceptar la candidatura de nous membres ha generat diverses i recurrents polèmiques, especialment pel que fa als casos de l'Índia i del Pakistan.

### Índia
L'Índia fa anys que aspira a ser membre del NSG, però malgrat tenir el suport de la majoria de membres, no ha pogut superar el veto de la Xina que ha frustrat tots els intents de l'Índia per incorporar-se al grup. La Xina argumenta falta de consens i també la no admissió del Pakistan.
Durant una visita estatal a l'Índia el novembre de 2010, el president dels Estats Units, Barack Obama, havia anunciat el suport estatunidenc per a la participació de l'Índia «de forma gradual» al Grup de Proveïdors Nuclears, al Compromís de Wassenaar, al Grup Austràlia i al Règim de Control de la Tecnologia de Míssils.
Altres països com Rússia, França, el Regne Unit, Suïssa, Mèxic, Sud-àfrica, Argentina, Turquia o el Japó, entre d'altres, també han donat suport públic a l'adhesió de l'Índia, però també hi ha uns quants països que s'hi han mostrat contraris, com seria els casos de Nova Zelanda, Irlanda o Àustria, a part de l'habitual negativa de la Xina reiterant la falta de consens i la no admissió del Pakistan.

### Pakistan
El Pakistan va sol·licitar l'adhesió el 19 de maig de 2016 subratllant la necessitat que el NSG adoptés un enfocament no discriminatori basat en criteris per a l'admissió que mai no han estat part del tractat de no proliferació nuclear (NPT).
Pakistan tenia el suport de Turquia i la Xina, i va impulsar una important campanya de pressió per obtenir suports addicionals a la seva demanda d'adhesió al NSG. Els Estats Units no es van oposar públicament al Pakistan i, fins i tot, van fer declaracions admetent que qualsevol país podia presentar la seva sol·licitud d'adhesió. Posteriorment, al NSG es van iniciar debats sobre els aspectes tècnics, legals i polítics de la participació al NSG dels estats no firmants del NPT.
La Xina també ha vinculat l'aposta de l'Índia a l'oferta pakistanesa, bloquejant la seva entrada basant-se en l'argument que si a l'Índia se la pot deixar entrar sense signar el TNP, també s'hauria de fer el mateix amb el Pakistan.
El 2004, es va descobrir la xarxa d'adquisicions il·lícites dirigida pel científic pakistanès Abdul Qadeer Khan, que va dirigir el programa d'enriquiment d'urani al Pakistan. Aquesta xarxa tractava materials nuclears i de doble ús i donava suport a programes d'armes nuclears de Líbia, l'Iran i Corea del Nord.
Els Estats Units, el 26 de març de 2018, van sancionar set empreses pakistaneses per la proliferació nuclear, provocant un enorme impacte negatiu en les aspiracions del Pakistan per aconseguir formar part del NSG.

### L'acord nuclear Índia-EUA
El juliol de 2006, el Congrés dels Estats Units va modificar la llei per poder acollir el comerç nuclear civil amb l'Índia. L'agost de 2008, la reunió de governs participants del NSG sobre una exempció específica de l'Índia a les directrius del grup, no va arribar a cap conclusió definitiva. Diversos governs participants, com ara Àustria, Suïssa, Noruega, Irlanda i Nova Zelanda, van expressar la seva reserva sobre la manca de condicions en la proposta d'exempció. La decisió del NSG va arribar després de tres dies d'intensa diplomàcia nord-americana. L'aprovació es va basar en un compromís formal per part de l'Índia assegurant que no compartiria tecnologia ni material nuclear sensible amb altres països i que mantindria la seva moratòria voluntària sobre proves d'armes nuclears.